# Il fiume delle verità
Il fiume delle verità (The River Why) è un film del 2010 diretto da Matthew Leutwyler, tratto dalla novella The River Why di David James Duncan.

## Trama
Gus è un ragazzo che vive assieme al padre, un famoso pescatore autore di numerosi libri, e la madre. Stanco della sua vita, dopo aver litigato con i genitori, abbandona la famiglia e si rifugia in un capanno nei boschi dove potersi dedicare completamente alla sua passione: la pesca con la mosca.
Qui incontra Titus, un professore di filosofia che cerca di spiegargli il significato della vita, e la bella pescatrice Eddy di cui Gus si innamora perdutamente.